# Paula Udondek
Paula Nkoyo Udondek (Lagos, 15 februari 1967) is een Nederlandse tv-presentatrice, actrice, columniste en (toneel)schrijfster. Haar vader is Nigeriaan, haar moeder Nederlandse.
Na de middelbare school (VWO) studeerde ze twee jaar theaterwetenschappen en stapte vervolgens over naar de Academie voor Drama in Eindhoven. Na in 1993 te zijn afgestudeerd kreeg ze een studiebeurs voor een half jaar voor acteerlessen aan de universiteit van West Virginia. Na terugkomst is ze bij diverse Nederlandse theatergezelschappen werkzaam geweest.
Udondek heeft verschillende televisieprogramma’s gepresenteerd, waaronder Waku Waku. Haar grote doorbraak op tv beleefde ze door het presenteren van de populaire quiz Get the Picture waarmee zij ruim drie jaar vijf maal per week op de buis verscheen. Ze heeft dit programma 1215 keer gepresenteerd. Ook presenteerde ze een aantal jaar Knoop in je Zakdoek. Tevens presenteerde ze diverse festivals waaronder het Kinderrechtenfestival, HaSchiBa en de UITmarkt.
Ook is ze ambassadrice voor de Hersenstichting en het boegbeeld van de Stichting VT&T. Van 2004 tot 2005 had ze wekelijks een column in onder andere de Haagsche Courant. Verder heeft ze diverse (toneel)stukken geschreven zoals "Komkommer & Kwel" en "Dit leven gaat voorbij" (een soapserie). Eveneens spreekt ze reclames in.
In 2006 bracht Udondek de kortfilm Dobli  uit. In 2009 was zij kandidate in het AVRO tv-programma Wie is de Mol?, waarin ze afviel in de vierde aflevering. Zowel in 1996 als in 2020 had ze een kleine rol in Goede tijden, slechte tijden. Udondek is tevens actief als zelfstandig coach. 